# 羽田空港新飛行経路 (南風運用)

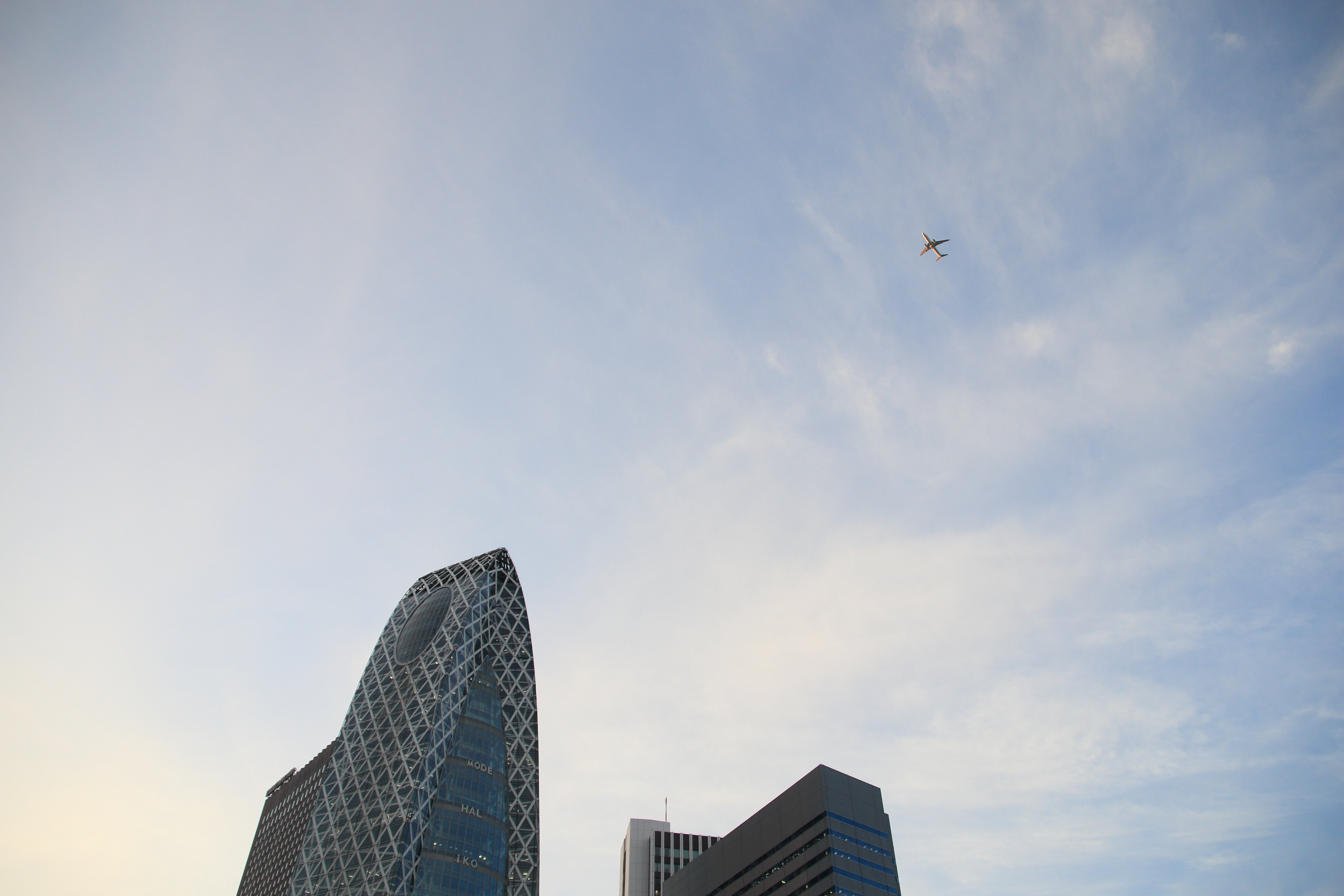
新宿上空を飛ぶ旅客機

羽田空港新飛行経路（はねだくうこうしんひこうけいろ）とは、2020年3月29日から運用されている東京国際空港（羽田空港）A滑走路(16R/34L)・C滑走路への着陸ルートである。新ルートとも呼ばれる。本項では、主にこのうち着陸機が都心上空を通過する南風運用（都心ルート）について述べる。

## 運用開始まで

### 羽田空港の発着枠増加の検討
羽田空港は近隣に住宅地が密集しており、騒音対策の観点から着陸・離陸経路が限られていた。中でも、南風時の着陸はB滑走路(22)・D滑走路(23)に限られ、横風の状態で運用していた。強い南風の際にはC滑走路(16L)の着陸経路があるが、着陸直前に180度の急旋回があること・飛行経路直下にクレーンや風力発電用の風車等があり降下下限が設定されていることなど非常に高度な飛行技術を要することから、航空会社によってはこの運用を禁止している。さらに、従来の運用だとA滑走路(16R/34L)とB滑走路(04/22)が交差している影響から1時間当たりの発着回数が最大84回となっていた。しかし、年々訪日外国人観光客が増えさらに2020年東京オリンピック・パラリンピックが開催されることから、羽田空港の発着枠増加が国内外から求められていた。2016年国土交通省は東京オリンピック・パラリンピック開催までに羽田空港の国際線発着枠を年6万回から1.7倍の年9万9000回に増やすことを検討。2018年に入り、住民説明会が都心や埼玉県・千葉県で開催されるなど、着々と準備が進められてきた。

### 横田空域問題の克服
元々東京周辺上空は、羽田空港、成田国際空港（成田空港）そして横田飛行場（横田基地）の管制空域が複雑に入り乱れている。新ルートの設定にあたっては、特に羽田空港の西方面上空の米軍管轄の広大な横田空域が阻害要因となっており、一部空域の返還を巡って日米両国で交渉が行われた。当初、軍用機の運用に支障が出かねないとしてアメリカ軍側は難色を示したが、日本側が「新ルートを設定できなければ、オリンピックの運営に支障が出かねない」と理解を求めた結果、2019年1月末に合意に達した。

## 南風運用時の具体的な運用方法
使用滑走路（国土交通省資料に基づく）
| 滑走路           | 離陸                                                 | 着陸                                                 |
| ---------------- | ---------------------------------------------------- | ---------------------------------------------------- |
| A滑走路(16R/34L) | 南方面(東海・近畿・中国・四国・アジアオセアニア方面) | 北方面(東北・北海道・欧米方面)                       |
| A滑走路(16R/34L) | 北方面(東北・北海道・欧米方面)                       | 北方面(東北・北海道・欧米方面)                       |
| B滑走路(04/22)   | 南方面(東海・近畿・中国・四国・アジアオセアニア方面) | なし                                                 |
| C滑走路(16L/34R) | 北方面(北米・欧州・トルコ方面の定期便)               | 南方面(東海・近畿・中国・四国・アジアオセアニア方面) |
| D滑走路(05/23)   | なし                                                 | なし                                                 |

時間は午後3時～午後7時かつその4時間のうち3時間のみの運用となっている。

## 新飛行経路設定により新設された航空保安施設
A滑走路(RWY16R)
- 進入灯設置[14][11]
- 進入端480メートル16R側に移設[14][11]
- 新設横断誘導路(A9-L10)を走行中の飛行機横断誘導路(A9-L10)新設[11][14]

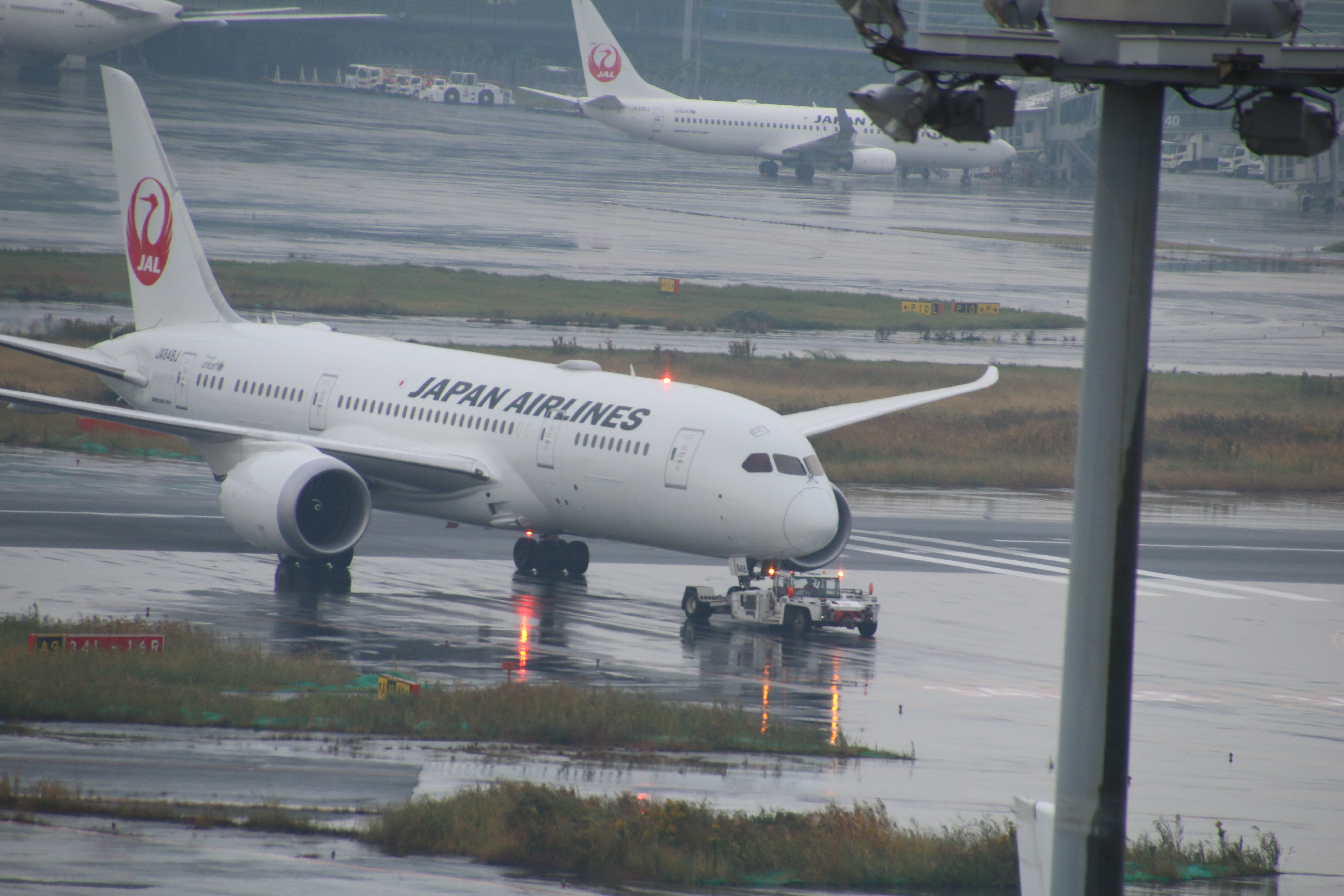
新設横断誘導路(A9-L10)を走行中の飛行機

- グライドスロープ(ILS GP332.75)新設[11][14]
- 高速脱出誘導路(A-TWY・L-TWY)新設[11][14]
- 34L側　ローカライザー,アレスティングシステム新設[11][14]

C滑走路(RWY16L)
- 進入灯設置[11][14]
- 進入端390メートル16L側に移設[11][14]
- グライドスロープ(ILS GP330.95)新設[11][14]
- 高速脱出誘導路(C6,C5,C4)新設[11][14]
- 34R側　ローカライザー新設[11][14]

## 問題点と対策

### 騒音
新飛行経路により、首都圏上空を旅客機が飛行することになり騒音公害が問題となっている。国土交通省は、着陸角度の引き上げにより騒音は軽減できたとしている（後述）。また、東京都23区内各地に固定騒音測定局を設置し、測定結果を公表しており、2020年10月時点ではいずれも平均値以下であったことが示されている。
騒音対策
1. 着陸角度  一般的な航空機の着陸角度が最大3.0°であるのに対し、好天時の南風運用での着陸角度は3.45°となっている（悪天候時3.0°）[11]。当初、国際航空運送協会(IATA)は、通常よりも急な着陸角度について特別な操縦技術を求められるとして、国土交通省に対し強い懸念を表明していた。2020年1月30日から行われた実機飛行確認においてもエアカナダ並びにデルタ航空はこの着陸を懸念しており、エアカナダ機に関しては成田空港に目的地を変更している[16][17]。国土交通省は、3.5°近い着陸角度を採用をしている空港の事例として国内の稚内空港・広島空港や海外のサンディエゴ空港(アメリカ)、・ローマ空港(イタリア)等を挙げて、2020年2月時点では着陸角度に変更は見られない[注釈 1][18]。
2. 着陸方法 高揚力装置（フラップ）・降着装置等の展開は空気抵抗による騒音を発生させるため、できるだけ遅く操作するよう指示されている[11][18]。
3. B滑走路の離陸制限  B滑走路延長上には住宅地があり、騒音対策の観点から大型機(ボーイング777型機)の離陸を1日1便とし、4発機の離陸ならびに飛行距離6000㎞を超える国際線の離陸禁止。1時間当たりの出発便数を24便から20便へと削減した。また、運行に支障のきたさない範囲内での急上昇・急旋回(東京湾方向)がパイロットへ指示されている[11][18]。

### 落下物
新ルートの直下では、航空機からの落下物に対する懸念の声が上がっている。
国土交通省見解
上空で冷えた機体に付着した氷塊が、下降した際の温度上昇やフラップ・降着装置の操作等により落下する事例が、国内(主に成田空港周辺)でも年間数件確認されているが、国土交通省は「成田空港においては、過去において、車輪回りの氷などが落下するのではないかとの指摘を踏まえ、点検整備の徹底など総合的な対策の一環として車輪を下す場所の調整などを行った経緯があります。一方、航空機からの氷塊落下と航空機の脚下げ操作との間に因果関係があることは、必ずしも解明されておらず、未然防止のための原因究明の中で、例えば機体底部の給排水バルブの点検整備の不備等が氷塊の発生につながり得ることが明らかになっております。これまでも、このような要因分析に応じた具体的な未然防止策を積み重ね、関連部分の構造や点検整備の改善など様々な対策が相まって効果をあげてきたところです。今後も、未然防止に万全を期して参ります。」としている。
航空機からの部品落下による市街地への被害防止のため、国土交通省係官による飛行機への抜き打ちチェックの実施・落下物の危険がある飛行機を運航した会社への業務停止命令（最低5年間）・過去に部品落下が発生した航空機に対し、製造会社への調査や改修工事の実施・部品落下の報告を航空会社へ義務付け等の措置を実施している。国土交通省によると、新飛行経路における部品落下は2020年11月30日現在確認されていない。
補償制度
航空機からの落下物(氷塊も含む)と疑われる事案が発生した場合、国が調査を行う。  航空機からの落下物であると判断され、原因者が特定された場合、当該原因者(当該機を運航した航空会社もしくは個人)が被害を補償。落下物被害の原因者を一社に特定できない場合に原因航空機と推定される航空機の使用者により連帯して補償する制度(被害者救済制度)を拡充(航空会社に対して加入を義務化しており、羽田空港に乗り入れている航空会社の加入率は100％)。速やかな被害者救済の実現等のため、羽田空港の離着陸機による落下物被害に係る修繕等の費用を立て替える制度や、被害に対する賠償とは別に、落下物に起因する物損等の被害に対する見舞金制度を創設している。

## 代替案の検討
新飛行経路が固定的なルートにならないように、他のルートへの代替案も検討されている。
国土交通省では、2020年6月から「羽田新経路の固定化回避に係る技術的方策検討会」を設置しており、2024年6月現在までに5回の検討会を開催している。